# قائمة الكتاب المصريين

طه حسين

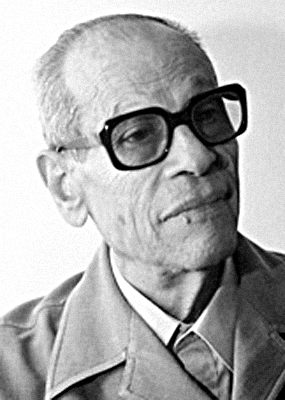
نجيب محفوظ

- محمد عمارة
- دكتور جمال حمدان
- دكتور محمد سليم العوا
- عبدالحميد كشك( 1933-1996)[1]
- احمد شوقى (1868-1932)[2]
- حافظ ابراهيم (1872-1932)[3]
- مصطفى لطفى المنفلوطى (1876-1920)[4]
- سلامه موسى (1887-1958)
- ادوارد خراط (1926-2015)
- طه حسين (1889-1973)
- فكرى اباظه (1896-1979)
- توفيق الحكيم (1898-1987)
- منيره ثابت (1902-1967)
- محمد حسين هيكل (1909-1956)
- ابو السعود الابيارى (1910-1969)
- نجيب محفوظ (1911-2006)
- مصطفى محمود (1921-2009)
- فتحى غانم (1924-1998)
- انيس منصور (1925-2011)
- يوسف ادريس (1927-1991)
- محمد مصطفى هداره (1930–1997)
- سمير امين (1931–)
- فوزيه فهيم (1931–)
- نوال السعداوى (1931–)
- سلامه أحمد سلامه (1932-2012)
- عبد الرحمن الابنودى (1938–2015)
- ليلى احمد (1940–)
- جمال الغيطانى (1945–)
- احمد الخميسى (1948-)
- اهداف سويف (1950–)
- ابراهيم الفقى (1950-2012)
- ليلى سليمان (1981–)
- احمد خالد توفيق (1962–2018)
- عفاف طباله (1941 - )
- حسين بصير (1973-)